# 加利亚纳宫
加利亚纳宫（Palacio de Galiana）是西班牙托萊多的一座穆德哈尔宫殿，位于塔霍河畔。它由卡斯蒂利亚国王阿方索十世建于13世纪，位于托莱多泰法国王阿尔-马蒙的早期夏季别墅和花园的原址。
从20世纪50年代起，加利亚纳宫得到修复，其目前的花园由建筑师曼努埃尔·戈麦斯·莫雷诺和费尔南多·丘埃卡·戈伊塔在主人卡门·马拉尼亚的主持下设计。